# Gmina Pojan
Gmina Pojan (alb. Komuna Pojan) – gmina położona we wschodniej części Albanii. Administracyjnie należy do okręgu Korcza w obwodzie Korcza. W 2011 roku populacja gminy wynosiła 10 864 osób, 5522 kobiety oraz 5342 mężczyzn, z czego Albańczycy stanowili 82,39% mieszkańców, Grecy 1,58%.
W skład gminy wchodzi dwanaście miejscowości: Pojan, Orman-Pojan, Zvezdë, Gurabardhë, Terovë, Rrëmbec, Rov, Pendavinj, Burimas, Zëmblak, Plasë, Kreshpanj.